# Сазерленд, Сара
Са́ра Джуд Са́зерленд (англ. Sarah Jude Sutherland; род. 18 февраля 1988, Лос-Анджелес, Калифорния, США) — американская актриса. Наиболее известна по роли Кэтрин Майер в телесериале «Вице-президент» (2012-19).

## Ранние годы
Сазерленд родилась в Лос-Анджелесе, Калифорния, в семье актёра Кифера Сазерленда и Камелии Кэт. Она является внучкой актёров Дональда Сазерленда и Ширли Дуглас, а также правнучкой канадского политика Томми Дугласа. Она окончила Школу искусств Тиш в Нью-Йорке.

## Карьера
С 2012 по 2019 год Сазерленд исполняла роль Кэтрин Майер, дочери героини Джулии Луи-Дрейфус, в телесериале «Вице-президент». За свою работу в сериале она выиграла премию Гильдии киноактёров США за лучший актёрский состав в комедийном сериале в 2018 году.

## Фильмография
| Год       |   | Русское название            | Оригинальное название          | Роль         |
| --------- | - | --------------------------- | ------------------------------ | ------------ |
| 2012—2019 | с | Вице-президент              | Veep                           | Кэтрин Майер |
| 2013      | ф | Под урожайным небом         | Beneath the Harvest Sky        | Эмма         |
| 2013      | ф | Невинность                  | Innocence                      | Джен         |
| 2014      | с | Новости                     | The Newsroom                   | Мэри         |
| 2014      | ф | Превосходно                 | Pretty Perfect                 | Иден         |
| 2015      | ф | Заткнись и поехали          | Shut Up and Drive              | Джейн        |
| 2015      | ф | Хроник                      | Chronic                        | Надя Уилсон  |
| 2017      | с | Сказки на ночь Тима и Эрика | Tim and Eric's Bedtime Stories | Дэйна        |
| 2018      | ф | Что у них было              | What They Had                  | Мэри         |
| 2020      | ф | Юный детектив               | The Kid Detective              | Люси         |